# Nicolas Hartmann
Pour les articles homonymes, voir Hartmann.
Nicolas Hartmann (né le 3 mars 1985 à Altkirch) est un coureur cycliste français.

## Biographie
Nicolas Hartmann, athlète d'un mètre 90, remporte notamment  le Tour du Béarn à l'âge de 20 ans et une étape du Tour de l'Avenir à l'âge de 22 ans.
Il accomplit jusqu'à son terme l'unique grand tour, le Giro, auquel il s'est présenté.
En 2010, son contrat avec Bretagne-Schuller n'est pas renouvelé. Il rejoint alors le VC Caladois, un club de Villefranche-sur-Saône évoluant en Division nationale 2, et arrête le cyclisme à la fin de l'année 2010,.

## Palmarès
- 2003
  - Champion de Franche-Comté sur route juniors[3]
  - 3e du championnat de France sur route juniors
- 2004
  - 3e étape du Tour du Pays d'Allier[3]
  - 3e du Grand Prix Christian Fenioux
- 2005
  - Tour du Béarn :
    - Classement général
    - 3e étape
- 2006
  - 1re étape du Tour des Pays de Savoie
  - 2e du Tour des Pays de Savoie
  - 2e du Grand Prix de Cours-la-Ville
  - 3e du Prix du Saugeais
  - 3e du Tour du Jura
- 2007
  - 8e étape du Tour de l'Avenir
- 2009
  - 3e de l'Étoile d'or
- 2010
  - 2e du Grand Prix de Vougy

## Résultats sur les grands tours

### Tour d'Italie
1 participation 
- 2008 : 127e

## Classements mondiaux
| Année           | 2006 | 2007 | 2008 | 2009 |
| --------------- | ---- | ---- | ---- | ---- |
| UCI Europe Tour | 637e |      |      | 734e |